# 布埃納維斯塔 (聖克魯斯省)
17°27′32″S 63°39′33″W / 17.45889°S 63.65917°W
布埃納維斯塔是玻利維亞的城鎮，位於該國中部，由聖克魯斯省負責管轄，距離首府聖克魯斯99公里，海拔高度395米，每年平均降雨量2,563毫米，2010年人口4,890。

## 外部連結
- Detailed province map
- Population figures